# Вурманкаси (Цівільський район)
Вурманка́си (рос. Вурманкасы, чув. Вăрманкас) — присілок у складі Цівільського району Чувашії, Росія. Входить до складу Малоянгорчинського сільського поселення.
Населення — 31 особа (2010; 42 у 2002).
Національний склад:
- чуваші — 98 %